# Pilkowszczyzna
Pilkowszczyzna (biał. Пількаўшчына; ros. Пильковщина) – wieś na Białorusi, w obwodzie mińskim, w rejonie miadzielskim, w sielsowiecie Swatki.

## Historia
W czasach zaborów wieś w granicach Imperium Rosyjskiego.
W dwudziestoleciu międzywojennym wieś leżała w Polsce, w województwie wileńskim, w powiecie duniłowickim (od 1926 postawskim), w gminie Miadzioł.
Według Powszechnego Spisu Ludności z 1921 roku zamieszkiwały tu 104 osoby, 14 było wyznania rzymskokatolickiego a 90 prawosławnego. Jednocześnie 4 mieszkańców zadeklarowało polską a 100 białoruską przynależność narodową. Były tu 22 budynki mieszkalne. W 1931 w 24 domach zamieszkiwało 132 osoby.
Wierni należeli do parafii rzymskokatolickiej w m. Miadzioł i prawosławnej w Swatkach. Miejscowość podlegała pod Sąd Grodzki w Miadziole i Okręgowy w Wilnie; właściwy urząd pocztowy mieścił się w Miadziole.
W 1938 roku miejscowość należała do gromady Macki gminy Miadzioł.
Po agresji ZSRR na Polskę w 1939 roku wieś znalazła się w granicach BSRR. W latach 1941–1944 była pod okupacją niemiecką. Następnie leżała w BSRR. Od 1991 roku w Republice Białorusi.
Urodził się tu Maksym Tank – białoruski poeta, nagrodzony w 1968 tytułem narodowego poety BSRR.